# Escola Santa Anna
L'Escola Santa Anna és un centre educatiu privat d'educació infantil, primària i ESO del barri de la dreta de l'Eixample de la ciutat de Barcelona. Va ésser fundada l'any 1953 als locals parroquials de l'església de Santa Anna -d'aquí ve el seu nom-. Posteriorment va passar al carrer Escoles Pies, fins que l'any 1978 es va traslladar a l'actual seu a l'Antiga Torre Bayer al carrer Bailèn. Durant el franquisme, l'escola va resistir-se a acceptar les directrius del Movimiento i donava les classes en català, així com usava els mètodes d'ensenyança de la Segona República.